# UFC 245
UFC 245: Usman vs. Covington è stato un evento di arti marziali miste tenuto dalla Ultimate Fighting Championship il 14 dicembre 2019 alla T-Mobile Arena di Las Vegas, negli Stati Uniti.

## Risultati
|                                        | Divisione             |                       |                 |                      | Metodo                                      | Round           | Tempo           | Premio          |
| Card Principale                        | Card Principale       | Card Principale       | Card Principale | Card Principale      | Card Principale                             | Card Principale | Card Principale | Card Principale |
| -------------------------------------- | --------------------- | --------------------- | --------------- | -------------------- | ------------------------------------------- | --------------- | --------------- | --------------- |
| Sfida valida per il titolo di campione | Pesi welter           | Kamaru Usman (c)      | batte           | Colby Covington      | KO tecnico (pugni)                          | 5               | 4:10            | FOTN            |
| Sfida valida per il titolo di campione | Pesi piuma            | Alexander Volkanovski | batte           | Max Holloway (c)     | Decisione unanime (48-47, 48-47, 50-45)     | 5               | 5:00            |                 |
| Sfida valida per il titolo di campione | Pesi gallo femminili  | Amanda Nunes (c)      | batte           | Germaine de Randamie | Decisione unanime (49-44, 49-46, 49-45)     | 5               | 5:00            |                 |
|                                        | Pesi gallo            | Marlon Moraes         | batte           | José Aldo            | Decisione non unanime (29–28, 28–29, 29–28) | 3               | 5:00            |                 |
|                                        | Pesi gallo            | Petr Yan              | batte           | Urijah Faber         | KO (calcio alla testa)                      | 3               | 0:43            | POTN            |
| Card Preliminare (ESPN2)               |                       |                       |                 |                      |                                             |                 |                 |                 |
|                                        | Pesi welter           | Geoff Neal            | batte           | Mike Perry           | KO tecnico (pugni e calcio alla testa)      | 1               | 1:30            |                 |
|                                        | Pesi gallo femminili  | Irene Aldana          | batte           | Ketlen Vieira        | KO (pugni)                                  | 1               | 4:51            | POTN            |
|                                        | Pesi medi             | Omari Akhmedov        | batte           | Ian Heinisch         | Decisione unanime (29-28, 29-28, 29-28)     | 3               | 5:00            |                 |
|                                        | Pesi welter           | Matt Brown            | batte           | Ben Saunders         | KO (pugni e gomitate)                       | 2               | 4:55            |                 |
| Card Preliminare (UFC Fight Pass)      |                       |                       |                 |                      |                                             |                 |                 |                 |
|                                        | Pesi piuma            | Chase Hooper          | batte           | Daniel Teymur        | KO tecnico (gomitate)                       | 1               | 4:34            |                 |
|                                        | Pesi mosca            | Brandon Moreno        | batte           | Kai Kara-France      | Decisione unanime (29-28, 30-27, 29-28)     | 3               | 5:00            |                 |
|                                        | Catchweight (131 lbs) | Jessica Eye           | batte           | Viviane Araújo       | Decisione unanime (29-28, 29-28, 29-28)     | 3               | 5:00            |                 |
|                                        | Pesi medi             | Punahele Soriano      | batte           | Oskar Piechota       | KO (pugni)                                  | 1               | 3:17            |                 |

## Premi
I lottatori premiati ricevettero un bonus di 50.000 dollari.
Legenda:
- FOTN: Fight of the Night (vengono premiati entrambi gli atleti per il miglior incontro dell'evento)
- POTN: Performance of the Night (viene premiato il vincitore per la migliore performance dell'evento)